# Simon MacCorkindale
Simon Carlos MacCorkindale (Ely, Cambridgeshire, 12 de febrero de 1952-Londres, 14 de octubre de 2010) fue un actor, productor, director de cine y escritor inglés.
Después de una carrera en el teatro, Simon probó suerte, a finales de los años setenta y principios de los ochenta, actuando en series de televisión y una gran variedad de películas de cine. Es conocido por su papel protagonista en la película Muerte en el nilo, de 1978, película basada en la obra literaria de Agatha Christie. Y es mayormente famoso por la miniserie de ciencia ficción, hoy de culto, Manimal, de 1983.

## Vida privada
Sus padres eran los escoceses Peter Bernard MacCorkindale y Gilliver Mary (nacida Pendered). MacCorkindale se casó dos veces. Su primera esposa fue la actriz Fiona Fullerton. La pareja se casó en 1976 y se divorciaron en 1982. Tras el divorcio, Simon volvió a contactar con una vieja amiga, la actriz Susan George, a quien había conocido por primera vez en 1977, y se casaron en secreto en Fiyi el 5 de octubre de 1984. Nunca tuvieron hijos. El matrimonio duró veintisiete años, finalizando con la muerte de Simon.

## Vida artística
MacCorkindale se estrenó en 1974 en los escenarios en Londres en el papel de un mirón sarcástico en la obra Pygmalion, de George Bernard Shaw. El actor logró el papel estelar en Macbeth, en el Festival de Ludlow en 1980, e interpretó al capitán Georg von Trapp en la nueva producción londinense de La novicia rebelde (Sonrisas y lágrimas) en 2008-2009.
En la famosa miniserie de la BBC Yo, Claudio, de 1976, interpretó a Lucio. En 1983 interpretó al Dr. Jonathan Chase, que poseía la habilidad de transformarse en diferentes tipos de animales, en la serie de ciencia ficción Manimal. Y también tuvo un papel como el rompecorazones de Daysy en Los Dukes de Hazzard, con Catherine Bach.
También participó en películas como Simon Doyle en Muerte en el Nilo, de 1977, y como Philip Ritz Royce en Tiburón III.
El actor obtuvo el papel estelar de la serie Manimal. Pero sobrevivió apenas ocho episodios en 1983 en la cadena televisiva estadounidense NBC. En Manimal, MacCorkindale interpretaba a un profesor colegial que podía convertirse en cualquier animal y combatía la delincuencia. Tuvo mejor suerte en la telenovela Falcon Crest, difundida por la CBS, en la que apareció en 59 episodios, de 1984 a 1986, como el abogado mujeriego Greg Reardon. De regreso en Inglaterra, MacCorkindale interpretó durante seis años al especialista Harry Harper en la serie de drama médico Casualty, que se ha transmitido bastante tiempo en la BBC.

## Trabajo en España
En el 2000 la compañía de Simon MacCorkindale, Amy Internacional, junto con Morena Films y Fireworks Entertainment, produjo la serie de televisión sindicada Reina de Espadas. Filmada en Texas Hollywood y Almería, protagonizada por Tessie Santiago junto con intérpretes españoles como José Sancho, Elsa Pataky, Tacho González y Paulina Gálvez, junto con Peter Wingfield, Valentine Pelka y Anthony Lemke. MacCorkindale apareció como estrella invitada en el episodio «Runaways».

## Enfermedad y muerte
MacCorkindale fue diagnosticado de cáncer de colon, a principio del 2006, y se sometió a una operación para extirpar una parte de su intestino. A pesar de que el cáncer fue extirpado y MacCorkindale entró en remisión después de la cirugía, los médicos un año más tarde descubrieron que el cáncer había producido metástasis en los pulmones. MacCorkindale anunció su enfermedad en 2007. Pasó gran parte de su tratamiento contra el cáncer en una clínica de carácter privado en los Estados Unidos. Pero fue en vano. En noviembre de 2009, anunciaría públicamente, por medio de un comunicado, que su cáncer colorrectal era terminal. Finalmente, murió en octubre del 2010, a los cincuenta y ocho años de edad, cuatro años después de ser diagnosticado.

## Filmografía

### Cine
| Año  | Título                            | Personaje        | Notas                            |
| ---- | --------------------------------- | ---------------- | -------------------------------- |
| 1974 | Juggernaut                        | Timonel n.º 1    |                                  |
| 1978 | Muerte en el Nilo                 | Simon Doyle      |                                  |
| 1979 | The Riddle of the Sands           | Arthur Davies    |                                  |
| 1980 | Caboblanco                        | Lewis Clarkson   |                                  |
| 1981 | Macbeth                           | Macduff          |                                  |
| 1982 | The Sword and the Sorcerer        | Príncipe Mikah   |                                  |
| 1982 | An Outpost of Progress            | Kayerts          |                                  |
| 1983 | Jaws 3-D                          | Philip FitzRoyce |                                  |
| 1987 | Shades of Love: Sincerely, Violet | Mark Jamieson    | Directo a vídeo                  |
| 1988 | Stealing Heaven                   |                  | Productor                        |
| 1989 | That Summer of White Roses        |                  | Productor, compositor y escritor |
| 1998 | Such A Long Journey               |                  | Productor                        |
| 1999 | Wing Commander                    | Jefe de vuelo    |                                  |
| 2010 | A Closed Book                     | Andrew Boles     |                                  |
| 2010 | 13Hrs                             | Duncan Moore     |                                  |

### Televisión
| Año       | Título                     | Personaje                   | Notas                                                               |
| --------- | -------------------------- | --------------------------- | ------------------------------------------------------------------- |
| 1973      | Hawkeye, the Pathfinder    | Teniente Carter             | 3 episodios                                                         |
| 1974      | Play of the Month          | Rolf                        | Episodio 9.8: «The Skin Game»                                       |
| 1975      | Sutherland's Law           | Ian Sutherland              | Episodio 4.5: «No Second Chance»                                    |
| 1976      | Romeo and Juliet           | Paris                       | Película de televisión                                              |
| 1976      | Hunter's Walk              | Criado                      | Episodio 3.1: «Intent»                                              |
| 1976      | I, Claudius                | Lucius                      | Episodio 1.2: «Waiting in the Wings»                                |
| 1976      | Beasts                     | Peter Gilkes                | Episodio 1.4: «Baby»                                                |
| 1976-1978 | Within These Walls         | Dr. Dady                    | 3 episodios                                                         |
| 1977      | Romance                    | Paul Verdayne               | Episodio 1.2: «Three Weeks»                                         |
| 1977      | Jesus of Nazareth          | Lucius                      | Miniserie                                                           |
| 1977      | Just William               | Charlie                     | Episodio 1.12: «William and the Sleeping Major»                     |
| 1978      | The Doombolt Chase         | Ten. Cmdr. Madock           | Episodio 1.1: «Court of Shame»                                      |
| 1978      | Will Shakespeare           | Sir Thomas Walsingham       | Episodio 1.1: «Dead Shepherd»                                       |
| 1979      | Quatermass                 | Joe Kapp                    | 4 episodios                                                         |
| 1979      | The Dukes of Hazzard       | Gaylord Duke (Roger Blevin) | 2.13: «Duke of Duke»                                                |
| 1980      | Hammer House of Horror     | Harry Wells                 | Episodio 1.11: «Visitor from the Grave»                             |
| 1981      | Manions of America         | David Clement               | Miniserie                                                           |
| 1981      | Fantasy Island             | Gaston du Brielle           | Episodio 5.3: «Cyrano/The Magician»                                 |
| 1982      | Hart to Hart               | Arthur Roman                | Episodio 4.3: «Million Dollar Harts»                                |
| 1982      | Dynasty                    | Billy Dawson                | Episodio 3.4: «The Will»                                            |
| 1982      | Falcon's Gold              | Hank Richards               | Película de televisión                                              |
| 1983      | Manimal                    | Dr. Jonathan Chase          | 8 episodios                                                         |
| 1984      | Obsessive Love             | Glenn Stevens               | Película de televisión                                              |
| 1984      | Matt Houston               | Robert Tyler                | Episodio 3.3: «Eyewitness»                                          |
| 1984-1986 | Falcon Crest               | Greg Reardon                | 59 episodios                                                        |
| 1989      | Pursuit                    | Manley-Jones                | Película de televisión                                              |
| 1990-1993 | Counterstrike              | Peter Sinclair              | 65 episodios                                                        |
| 1994      | E. N. G.                   | Maxwell Harding             | Episodio 5.14: «Cutting Edge»                                       |
| 1995      | The Way to Dusty Death     | Johnny Harlow               | Película de televisión                                              |
| 1995      | At the Midnight Hour       | Richard Keaton              | Película de televisión                                              |
| 1995      | Family of Cops             | Adam Novacek                | Película de televisión                                              |
| 1995      | The House That Mary Bought |                             | Director y escritor                                                 |
| 1996      | No Greater Love            | Patrick Kelly               | Película de televisión                                              |
| 1997      | While My Pretty One Sleeps | Jack Campbell               | Película de televisión                                              |
| 1997      | La Femme Nikita            | Alec Chandler               | Episodio 1.4: «Charity»                                             |
| 1998      | La guerre de l'eau         | Peter Gregory               | Película de televisión                                              |
| 1998      | Running Wild               | Walton Baden Smythe         | Película de televisión                                              |
| 1998      | Night Man                  | Profesor Jonathan Chase     | Episodio 2.6: «Manimal»                                             |
| 1999      | The Girl Next Door         | Steve Vandermeer            | Película de televisión                                              |
| 1999      | Poltergeist: The Legacy    | Reed Horton                 | 5 episodios                                                         |
| 1999      | Mentors                    | Oscar Wilde                 | Episodio 1.6: «Wilde Card»                                          |
| 2000      | Earth: Final Conflict      | Dennis Robillard            | Episodio 3.14: «Scorched Earth»                                     |
| 2000      | The Dinosaur Hunter        | Jack                        | Película de televisión                                              |
| 2001      | Dark Realm                 | Brad Collins                | 2 episodios                                                         |
| 2001      | Queen of Swords            | Capitán Charles Wentworth   | Episodio 1.15: «Runaways»; también productor coejecutvo de la serie |
| 2001-2002 | Relic Hunter               | Fabrice De Viega            | 3 episodios y productor coejecutivo en la tercera temporada         |
| 2002-2003 | Adventure Inc.             |                             | Coproductor                                                         |
| 2002-2008 | Casualty                   | Dr. Harry Harper            | 229 episodios                                                       |
| 2004-2005 | Holby City                 | Dr. Harry Harper            | 2 episodios                                                         |
| 2005      | Casualty@Holby City        | Dr. Harry Harper            | 3 especiales                                                        |
| 2010      | New Tricks                 | Sir David Bryant            | Episodio 7.5: «Good Morning Lemmings» (última aparición)            |

- Datos: Q608022